# Garrey
Garrey település Franciaországban, Landes megyében. Lakosainak száma 215 fő (2022. január 1.). Garrey Clermont, Ozourt, Poyartin és Sort-en-Chalosse községekkel határos.

## Népesség
A település népességének változása:
| Lakosok száma | 172  | 161  | 189  | 181  | 191  | 196  | 205  | 210  | 216  | 215  |
|               | 1968 | 1982 | 1990 | 2006 | 2013 | 2015 | 2017 | 2019 | 2020 | 2022 |